# Малави на Светском првенству у атлетици у дворани 2012.
Малави су пети пут учествовали на Светском првенству у атлетици у дворани 2012. одржаном у Истанбулу од 9. до 11. марта. Репрезентацију Малавија представљала је једна атлетичарка, која се такмичила у трци на 400 метара.
Малави нису освојили ниједну медаљу нити је остварен неки резултат.

## Учесници
Жене:
- Ambwene Simukonda — 400 м

## Резултати

### Жене
| Атлетичарка       | Дисциплина | Лични рекорд | Квалификације | Квалификације | Полуфинале            | Полуфинале            | Финале                | Финале       | Детаљи |
| Атлетичарка       | Дисциплина | Лични рекорд | Резултат      | Место         | Резултат              | Место                 | Резултат              | Место        | Детаљи |
| ----------------- | ---------- | ------------ | ------------- | ------------- | --------------------- | --------------------- | --------------------- | ------------ | ------ |
| Ambwene Simukonda | 400 м      | 54,82 НР     | 55,51         | 3. у гр. 6    | Није се квалификовала | Није се квалификовала | Није се квалификовала | 19 / 30 (32) |        |